# Fall (EP)
Pour les articles homonymes, voir Fall.
Albums de Ride
Smile
(1990) Nowhere
(1990)
Fall EP est le troisième EP de Ride, paru en septembre 1990 sur le label Creation Records. Les 4 titres apparaissent tous sur leur premier album Nowhere, sorti un mois plus tard.

## Titres
Tous les titres ont été écrits par Ride.
1. Dreams Burn Down - 6:04
2. Taste - 3:16
3. Here and Now - 4:26
4. Nowhere - 5:23